# Langi
Langi is een bestuurslaag in het regentschap Simeulue van de provincie Atjeh, Indonesië. Langi telt 813 inwoners (volkstelling 2010).